# Fontaine du col de Saverne
La fontaine du col de Saverne est un monument historique situé à Ottersthal, dans le département français du Bas-Rhin.

## Localisation
Cette construction est située à Ottersthal.

## Historique
L'édifice fait l'objet d'une inscription au titre des monuments historiques depuis 1934.